# Златоустово (Смоленская область)
Златоустово — деревня в Гагаринском районе Смоленской области России. Входит в состав Пречистенского сельского поселения. Население — 64 жителя (2007 год). 
Расположена в северо-восточной части области в 20 км к северо-западу от Гагарина, в 27 км севернее автодороги М1 «Беларусь», на берегу реки Гжать. В 22 км юго-восточнее деревни расположена железнодорожная станция Гагарин на линии Москва — Минск. 

## История
В годы Великой Отечественной войны деревня была оккупирована гитлеровскими войсками в октябре 1941 года, освобождена в марте 1943 года.
В 1795 году в Златоустово была возведена церковь Воскресения Христа  с престолами Воскресения Христова, Иоанна Златоуста. Была утрачена во время Великой Отечественной войны. Сейчас на её месте располагается мемориальный крест и погост.